# Solms-laubachia himalayensis
Solms-laubachia himalayensis är en korsblommig växtart som först beskrevs av Jacques Cambessèdes, och fick sitt nu gällande namn av J.P. Yue, Al-shehbaz och Hang Sun. Solms-laubachia himalayensis ingår i släktet Solms-laubachia och familjen korsblommiga växter. Inga underarter finns listade i Catalogue of Life.